# Vía verde del Bajo Ebro
La vía verde del Bajo Ebro es un recorrido que parte de Tortosa y llega hasta Benifallet, con 22 km de longitud y un desnivel de 100 metros.

## Historia
Conocida también como Valle de Zafán, nombre que proviene del ferrocarril del Val de Zafán. Su construcción se aprobó en 1880. Su trayecto empezaba en La Puebla de Híjar (Teruel) hasta llegar a San Carlos de la Rápita (Montsiá, Tarragona). Los objetivos de su construcción eran meramente comerciales, se pretendía conectar Aragón con el mar para dar mayor salida a sus productos. En 1882 empezaron las obras pero no fue hasta 1942 que se inauguró el trazado, terminado por presos franquistas. Esta línea ferroviaria estuvo en funcionamiento durante 31 años. El 17 de septiembre de año 1973 y coincidiendo con el hundimiento de un túnel, cayó en desuso.

## Itinerario
- Tortosa: Capital del Bajo Ebro, punto de partida del trayecto. Se inicia justo donde acaba el antiguo puente del ferrocarril que atraviesa el río Ebro. Tortosa disfruta de un conjunto histórico artístico como la Catedral de Santa Maria, el Castillo de la Suda (s. X), los Reales Colegios (siglo XVI), el convento de Santa Clara (siglo XIII), el convento de la Purísima (siglo XVII), Palacio Episcopal (siglo XIV), el barrio gótico y el barrio judío así como edificios modernistas.[4]
- Roquetas: siguiendo el recorrido en sentido norte, encontramos el municipio de Roquetas, en el margen derecho del río Ebro. Destacan la iglesia parroquial dedicada en Sant Antoni de Padua (1823), el Antiguo Ayuntamiento (1881) y el Observatorio del Ebro (1904). También se encuentra el Centro de Interpretación del Parque natural dels Ports.
- Jesús: pedanía de Tortosa, se constituyó el 1994 como entidad municipal descentralizada (EMD). destacan la iglesia de Sant Francesc (siglo XVIII), la casa museo de Enric de Ossó, la casa museo de Rosa Maria Molas, Hospital de la Sta. Cruz, el noviciat de Nuestra Señora de la Consolación (1858), el convento de las Carmelitas Descalzas (1887) y las torres defensivas de Prior y Cordero.
- Aldover: población donde se encuentra la primera estación ferroviaria de la Vale de Zafán. Lugares de interés son la Iglesia de la Natividad de Nuestra Señora de estilo neoclásico, la playa fluvial del río Ebro y Centro de interpretación del río Ebro.
- Cherta: municipio que se encuentra asentado en un meandro a la derecha del río Ebro. Destacan el azud de Cherta (siglo XV), la Iglesia de la Asunción y San Martín, diferentes casas señoriales, molinos y la Casa de la Villa. También el Museo de Eiones del Campesinado y el Centro de Interpretación de Cherta. encontramos la segunda estación ferroviaria de la Vale de Zafán, conocida como la estación de Cherta.
- Benifallet: forma parte del patrimonio local la iglesia parroquial dedicada a la Natividad de la Virgen (1635), el convento de San Hilario de Cardó (1605) ubicado al macizo de Cardó, el Balneario de Cardó (1866), las Empolles Maravillas y restos arqueológicos. encontramos la tercera estación ferroviaria de la Vale de Zafán, antigua estación de Benifallet.

## Entorno natural
- Parque natural de Los Puertos
- Barranco de la Cuenca
- El Azud de Cherta
- Barranco de Xalamera
- Río Canaletes: punto límite de las comarcas del Bajo Ebro y de la Terra Alta unidas por el Puente de Riberola.
- Sierra de Cardó